# Mary Lena Faulk
Mary Lena Faulk, née le 15 avril 1926 à Chipley (États-Unis) et morte le 3 août 1995 à Delray Beach (États-Unis), est une golfeuse professionnelle américaine.
Elle y est l'une des meilleures golfeuses du circuit dans les années 1950 et 1960 remportant un tournoi majeur - le Western Open en 1961. Elle compte au total treize victoires professionnelles dont dix sur le circuit LPGA. 

## Palmarès

### Victoires professionnelles
| N° | Date       | Circuit principal | Tournoi      | Score           | Par  | Marge   | Finaliste   |
| -- | ---------- | ----------------- | ------------ | --------------- | ---- | ------- | ----------- |
|    | 04/06/1961 | LPGA              | Western Open | 75-75-67-73=290 | - 10 | 6 coups | Betsy Rawls |